# 다른 남자 말고 너
〈다른 남자 말고 너〉는 대한민국의 걸 그룹 미쓰에이의 노래로, 세 번째 미니 앨범 《Colors》의 타이틀곡이다.

## 차트
| 차트 (2013)                   | 최고 순위 |
| ----------------------------- | --------- |
| 대한민국 (가온 디지털 차트)   | 1         |
| 대한민국 (가온 다운로드 차트) | 1         |
| 대한민국 (가온 스트리밍 차트) | 1         |
| 대한민국 (가온 BGM 차트)      | 3         |